# Yellow (콜드플레이의 노래)
〈Yellow〉는 영국의 록 밴드 콜드플레이의 노래다. 이 밴드는 이 노래를 작곡하고 영국의 음반 프로듀서 켄 넬슨과 함께 데뷔 음반인 《Parachutes》 (2000년)를 프로듀싱했다.
이 곡은 2000년 3월에 녹음되었고, 같은 해 6월에 《Parachutes》의 두 번째 싱글, 〈Shiver〉에 이어 미국에서 리드 싱글로 발매되었다. 〈Yellow〉는 영국 싱글 차트에서 4위에 올랐고 콜드플레이는 영국에서 5위안에 들었다. 그 노래는 헤비 로테이션과 승진에서의 사용에 힘입어 그 밴드가 인기를 끌게 했다. 〈Yellow〉는 그 이후 전 세계의 다양한 녹음 아티스트들에 의해 다뤄져 왔고, 여전히 이 밴드의 가장 인기 있는 노래들 중 하나로 남아있다.

## 상업적 성과
영국에서는 주중 판매량에서 싱글이 차트 10위 안에 들 것이라는 전망이 나왔다. 비록 이 밴드는 〈Yellow〉가 톱 20 안에 들지 못할 것이라고 예상했지만, 그들은 이 음반의 리드 싱글인 〈Shiver〉가 35위에 올랐을 뿐이기 때문에 그들의 공연을 승리로 여겼을 것이다. 〈Yellow〉의 2주 판매량은 첫 주보다 더 높았고, 결국 이 곡은 4위에 오르면서 밴드는 영국에서의 첫 번째 톱 10 싱글을 얻게 되었다. 영국 클럽, 펍, 스포츠 이벤트에서 이 곡의 인기는 이 음반이 영국 음반 차트에서 1위로 데뷔하는 데 힘을 보탰다. 2015년 2월 기준으로 이 곡은 영국에서 530,000장이 팔렸다.
〈Yellow〉는 미국에서 인기를 얻었고 콜드플레이의 첫 미국 히트곡이었다. 이 싱글은 8개의 《빌보드》 싱글 차트에 올랐고, 2001년 봄에는 다양한 미국 모던 록 라디오 재생 목록에서 1위를 차지하기도 했다. 이 싱글은 유럽에서 그랬던 것처럼 공연했고 싱글이 차트에 머무르는 동안 《Parachutes》가 미국 음반 산업 협회에 의해 골드 인증을 받는 데 도움을 주었다. 2014년 10월 기준으로 이 곡은 미국에서 2백만 장 이상 팔렸다.
콜드플레이는 2009년 3월 22일 호주의 사운드 릴리프에 출연한 이후, 호주 ARIA 차트 50위권에 진입했다. 48위로 차트에 재진입했다.

## 곡 목록
| #  | 제목                                                           | 재생 시간 |
| -- | -------------------------------------------------------------- | --------- |
| 1. | 〈Yellow〉                                                     | 4:31      |
| 2. | 〈Help Is Round the Corner〉                                   | 2:36      |
| 3. | 〈No More Keeping My Feet on the Ground〉 (From the Safety EP) | 4:31      |

## 인증
| 국가                                                            | 인증        | 판매량/출하량 |
| --------------------------------------------------------------- | ----------- | ------------- |
| 오스트레일리아 (ARIA)                                           | 플래티넘    | 70,000^       |
| 덴마크 (IFPI Danmark)                                           | 골드        | 45,000        |
| 이탈리아 (FIMI)                                                 | 2× 플래티넘 | 140,000       |
| 포르투갈 (AFP)                                                  | 2× 플래티넘 | 80,000        |
| 영국 (BPI)                                                      | 3× 플래티넘 | 1,800,000     |
| 미국 (RIAA)                                                     | 골드        | 2,000,000     |
| ^출하량을 기반으로 한 인증 · 판매량+스트리밍을 기반으로 한 인증 |             |               |